# I album -iD-
『I album -iD-』（アイ・アルバム アイディー）は、KinKi Kidsの9作目のオリジナル・アルバム。2006年12月13日発売。発売元はジャニーズ・エンタテイメント。

## 概要
前作『H album -H・A・N・D-』より約1年1か月ぶりとなるアルバム。
3作連続でサブタイトルが付き、年末リリースと共にもはや恒例となっている。サブタイトル“iD”は、メンバー2人の改めた身分証明（identity）や、本能的衝動（ラテン語でidの意）の意味を含み、ソロ活動を行いながらも『原点』回帰となるKinKi Kidsのグループ活動や、音楽こそが2人のIDであるという意味を示す、KinKi Kidsの存在を見つめ直す作品である。また、二人の名前をアルファベット表記にした場合、「Koichi Domoto」、「Tsuyoshi Domoto」というように、名の最後が「i」、姓の最初が「D」となり、二つあわせて「iD」となる意味もある。
『H album -H・A・N・D-』以降に発売されていた『SNOW! SNOW! SNOW!』、『夏模様』に加え、本作より2週間前に発売された『Harmony of December』のシングル3作を収録。こちらはKinKi Kidsとしては初めてのアルバムからの先行シングルでもある。
前作同様、初回限定盤・通常盤計2パターンでの発売。初回限定盤には『Harmony of December』PVのロング・ヴァージョン、同作PVのメイキング映像、更に『KinKi Kids H TOUR -Have A Nice Day-』ツアーで披露された『SNOW! SNOW! SNOW!』のコンサート映像を含んだ3つの映像を収録したDVDと32ページにも及ぶブックレットも付属。通常盤はジャケット違い、仕様違いの20ページのブックレットと、ボーナストラック『Love is... 〜いつもそこに君がいたから〜』を収録している。ジャケットは初回限定盤・通常盤共に、2人の顔写真をいくつも敷き詰めたものになっている。

## チャート成績
2006年12月25日付のオリコン週間ランキングで初週22.1万枚とを売り上げて、初登場1位を獲得した。

## 収録曲

### Disc 1 / CD
※シングル曲の解説は各シングルのページを参照。
1. 真冬のパンセ
シングル候補であった楽曲。
ピアノとストリングスを取り入れた楽曲となっている。
後に自身の2007年のベスト・アルバム『39』にも収録されている。
2. 藍色の夜風
ムード歌謡風の楽曲。
3. SNOW! SNOW! SNOW!
22ndシングル。
4. iD -the World of Gimmicks-
今作のリードトラック。
光一曰く「曲を覚えるのが難しかった」とのこと。主旋律とハモりのパートが光一と剛でめまぐるしく入れ替わる。
5. Love is the mirage... - 堂本剛
トラックダウンにも本人が関わっている。
6. futari
静かな別れのバラードの楽曲となっている。
『H album -H・A・N・D-』収録曲の『恋涙』以来となる2人の共作であるが、本曲は従来の組み合わせとは逆であり、この組み合わせでCD化されるのは初めてである。ただし、覆面名義では2002年の『solitude 〜真実のサヨナラ〜』の初回盤にのみ収録されている『5×9=63』がある。
自身の2007年のベスト・アルバム『39』発売時のファン投票で37位にランクインした。
7. Get it on - 堂本光一
エロティックな歌詞のダンスナンバー。
8. Black Joke
男女の友情が恋愛に発展する様子を皮肉混じりに描いた楽曲。
自身の2007年のベスト・アルバム『39』発売時のファン投票で32位にランクインした。
9. 夏模様
23rdシングル。
10. Parental Advisory Explicit Content
作詞・作曲は21stシングルの「ビロードの闇」と同じコンビである。
11. Night+Flight
後に自身の2007年のベスト・アルバム『39』にも収録されている。
12. Harmony of December
24thシングル。
13. Love is… 〜いつもそこに君がいたから〜
  - 通常盤のみ収録。

ライブにて「この曲は今の自分たちの気持ち」として2人で歌い上げた、自分の周りの全ての愛への感謝を歌った楽曲。
後に自身の2007年のベスト・アルバム『39』にも収録されており、発売時のファン投票で4位にランクインした。また、2017年のベスト・アルバム『Ballad Selection』にも収録されている。

出版者　全楽曲：ブライト・ノート・ミュージック

## 収録内容

### Disc 1 / CD
| #         | タイトル                                                                | 作詞             | 作曲           | 編曲                                      | 時間  |
| --------- | ----------------------------------------------------------------------- | ---------------- | -------------- | ----------------------------------------- | ----- |
| 1.        | 「真冬のパンセ」                                                        | 浅田信一         | 石塚知生       | CHOKKAKU                                  | 4:43  |
| 2.        | 「藍色の夜風」                                                          | 上田ケンジ       | 本間昭光       | 家原正樹                                  | 3:32  |
| 3.        | 「SNOW! SNOW! SNOW!」                                                   | 秋元康           | 伊秩弘将       | 家原正樹                                  | 4:29  |
| 4.        | 「iD -the World of Gimmicks-」                                          | 篠崎隆一         | 大智、宮崎誠   | 十川知司                                  | 4:46  |
| 5.        | 「Love is the mirage...」(歌: 堂本剛)                                   | Satomi           | 松本良喜       | 十川知司                                  | 4:58  |
| 6.        | 「futari」                                                              | 堂本光一         | 堂本剛         | 吉田建                                    | 6:07  |
| 7.        | 「Get it on」(歌: 堂本光一)                                             | 白井裕紀、新美香 | 井手コウジ     | 鈴木雅也                                  | 4:54  |
| 8.        | 「Black Joke」                                                          | 前田たかひろ     | U-SKE          | U-SKE                                     | 4:32  |
| 9.        | 「夏模様」                                                              | Satomi           | 林田健司       | 佐久間誠 / ストリングスアレンジ: 佐藤泰将 | 5:13  |
| 10.       | 「Parental Advisory Explicit Content」                                  | Satomi           | 林田健司       | 吉田建                                    | 4:18  |
| 11.       | 「Night+Flight」                                                        | Gajin            | Gajin          | 佐久間誠                                  | 4:35  |
| 12.       | 「Harmony of December」                                                 | マシコタツロウ   | マシコタツロウ | ha-j                                      | 4:58  |
| 13.       | 「Love is… 〜いつもそこに君がいたから〜」(Bonus Track / 通常盤のみ収録) | 成海カズト       | 成海カズト     | garamonn                                  | 4:49  |
| 合計時間: | 合計時間:                                                               | 合計時間:        | 合計時間:      | 合計時間:                                 | 61:54 |

### Disc 2 / DVD (初回限定盤のみ)
| #  | タイトル                                                   | 作詞 | 作曲・編曲 |
| -- | ---------------------------------------------------------- | ---- | ---------- |
| 1. | 「Harmony of December <Long Version>」(Music Clip)         |      |            |
| 2. | 「Harmony of December」(Music Clip Making)                 |      |            |
| 3. | 「SNOW! SNOW! SNOW! from「H TOUR -Have A Nice Day-」LIVE」 |      |            |

## 映像作品
- futari
  - KinKi Kids 2010-2011 〜君も堂本FAMILY〜
- Night+Flight
  - We are Øn' 39!! and U? KinKi Kids Live in DOME 07-08
  - KinKi Kids concert tour J
  - King・KinKi Kids 2011-2012
- Love is... 〜いつもそこに君がいたから〜
  - 39（初回限定盤）
  - Ø（初回限定盤）
  - KinKi Kids Concert -Thank you for 15years- 2012-2013
  - MTV Unplugged: KinKi Kids
  - P album（初回盤B）